# Kochaj albo rzuć

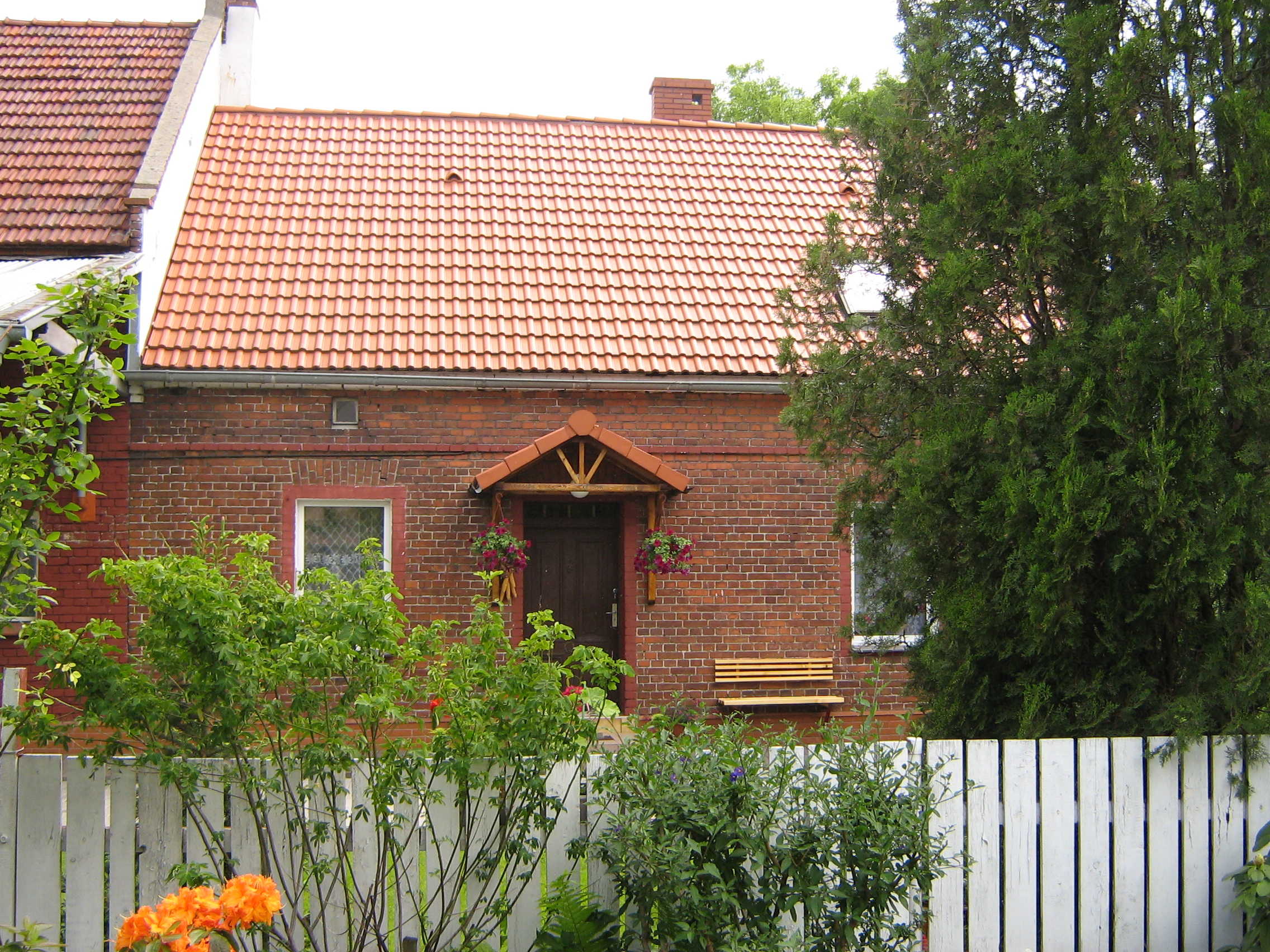
Dom Władysława Kargula

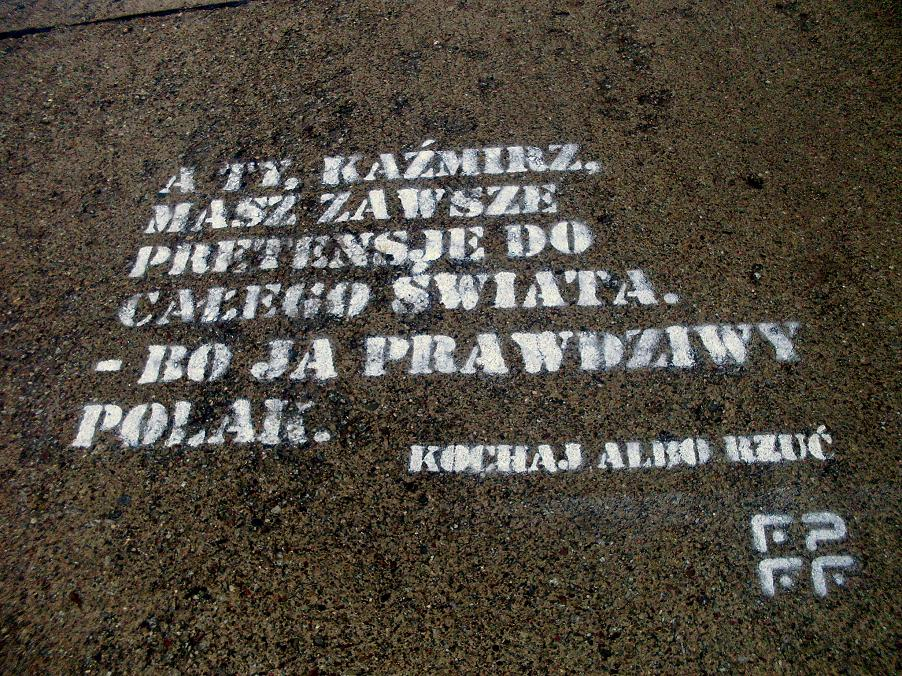
Cytat z filmu

Kochaj albo rzuć – polski barwny film komediowy z 1977 r., trzecia część trylogii filmowej w reżyserii Sylwestra Chęcińskiego.
Lokacje: Dobrzykowice (zagrody Pawlaka i Kargula), transatlantyk Stefan Batory, Chicago (m.in. budynek przy 3517 Wolfram Street – dom Johna Pawlaka).

## Fabuła
Rok 1976. Kazimierz Pawlak, jego wnuczka Ania i niespodziewanie sąsiad Władysław Kargul otrzymują zaproszenie od brata Kazimierza, Johna (Jaśko), do odwiedzenia go w Stanach Zjednoczonych. W podróż wyruszają w trójkę statkiem TSS Stefan Batory, a kończą samolotem należącym do linii lotniczych United Airlines, lądującym na lotnisku O’Hare w Chicago.
Po przyjeździe Ani, Kazimierza i Władysława do domu Johna w Chicago okazuje się, że zmarł on kilka dni wcześniej. Pozostawił nie tylko majątek, ale także nieślubną córkę, która na domiar jest mulatką (Kazimierz Pawlak i Władysław Kargul mówią o niej „czekolada”). Po pogrzebie przyjezdni z polskiej prowincji zwiedzają Chicago, zderzając się z nowoczesną metropolią i amerykańską kulturą. Wbrew przysiędze złożonej ojcu, Kazimierz Pawlak ostatecznie ulega i chowa brata „nie w swojej ziemi”. Wiecznie skłóceni Kazimierz Pawlak i Władysław Kargul wielokrotnie zmieniają zdanie o nowym członku rodziny, jak i całej Ameryce.

## Obsada
- Rodzina Pawlaków
  - Wacław Kowalski jako Kazimierz Pawlak
  - Maria Zbyszewska jako Mania (żona Kazimierza)
  - Anna Dymna jako Ania Pawlakówna-Adamiec (wnuczka Kazimierza Pawlaka i Władysława Kargula)
  - Jerzy Janeczek jako Witia Pawlak (syn Kazimierza)
  - Zygmunt Bielawski jako Paweł Pawlak (syn Kazimierza)
  - Ilona Kuśmierska jako Jadźka Pawlakowa (córka Władysława i Anieli Kargulów)
  - Marta Ławińska jako synowa Pawlaka, żona Pawła
  - Duchyll Martin Smith jako Shirley Gladys Wright (córka nieślubna Johna Pawlaka z Detroit)

- Rodzina Kargulów
  - Władysław Hańcza jako Władysław Kargul
  - Halina Buyno-Łoza jako Aniela Kargul (żona)

- Pozostali
  - Andrzej Wasilewicz jako Zenek, mąż Ani
  - Aleksander Fogiel jako sołtys
  - Stanley Rogiński jako góral
  - Irena Karel jako pasażerka
  - Robert Lewandowski jako mister September
  - Jan Pietrzak jako Joe, prezenter radiowy
  - Bogdan Koca jako September junior
  - Henryk Talar jako ksiądz
  - Maria Żabczyńska jako sędzia
  - Andrzej Kierc jako listonosz
  - Eryk Kulm jako oficer ze statku TSS Stefan Batory
  - Stanisław Gawlik jako gość pogrzebowy
  - Juliusz Lubicz-Lisowski jako przedstawiciel Polonii
  - Zofia Szancerowa jako przedstawicielka Polonii
  - Andrzej Krasicki jako prezes
  - Marian Łącz jako właściciel zakładu pogrzebowego
  - Joseph Slowik jako przyjaciel Johna Pawlaka, stroiciel, muzyk
  - Jerzy Matula jako hipis na lotnisku